# Великогагин, Андрей Петрович
Князь Андрей Петрович Великогагин (ум. 1529) — воевода, наместник и окольничий  во времена правления Василия III Ивановича.
Из княжеского рода Великогагины. Единственный сын князя Петра Васильевича Шастунова по прозванию "Великий", родоначальника князей Великогагиных.

## Биография
В 1516 году на Вошане сперва первый воевода войск правой руки, а по распределению воевод войск левой руки, второй воевода там же. В 1519 году во втором походе из Белой на Великое княжество литовской воевода войск левой руки. В 1520 году в Нижнем Новгороде пятый воевода, а при перемене мещерских воевод, на Толстике третий воевода, а в посланных на судах полков к Казани воевода войск левой руки. В 1521 году четвёртый воевода на Мещере. В 1523 году пожалован в окольничие. В январе 1526 года на бракосочетании великого князя Василия III Ивановича с княжной Еленой Васильевной Глинской четвёртый в свадебном поезде, собирал и ведал детьми боярскими. В 1529 году первый наместник в Великих Луках.
Умер в 1529 году.

## Семья
От брака с неизвестной имел детей:
- Князь Великогагин Александр Андреевич по прозванию "Немой" — в 1537 году второй воевода на Мещере и в Толстике, в 1544 году показан в стольниках, и в этом же году голова в государевом полку в Казанском походе.
- Князь Великогагин Василий Андреевич по прозванию "Шамахея" и "Большой" — в октябре 1551 года записан во вторую статью московских детей боярских, бежал в Литву.
- Князь Великогагин Василий Андреевич по прозванию "Меньшой" и "Гага" — воевода.

## Критика
В Истории родов русского дворянства П.Н. Петрова князь Андрей Петрович написан с отчеством  — Васильевич, что не правильно. В связи с прозванием отца — "Великий", иногда упоминается, как князь Великий (Великой) Андрей Петрович.